# 法比奧·格羅素
法比奧·格羅素（義大利語：Fabio Grosso，1977年11月28日—）是一名已退役的意大利足球運動員，場上司職左後衛，亦可串演左中場的角色，以準確傳中球聞名，同時也是自由球專家，曾經協助意大利贏得2006年世界盃足球賽。曾為意乙球隊弗羅西諾內的主教练。

## 職業生涯
經過多季待在第六級聯賽阿布魯佐賽區的業餘球隊雷納多·庫里（位於）之後，格羅素首次亮相於職業聯賽是效力的隊。在2001年，他轉到了意甲球會佩魯賈，及後於2003年被挑選為意大利國家足球隊的球員。格羅素於2004年1月與巴勒莫球隊簽約，當時這支西西里球隊還是在聯賽中。
格羅素在2006年6月6日以400萬英鎊（550萬歐元）加入國際米蘭。一年後格羅素以七百萬歐元轉到法甲冠軍里昂。
2009年8月31日，格罗索在法国留了两年后回到意甲，加盟了尤文图斯。

## 國際生涯
格羅素曾代表意大利隊比賽45場。
格羅素在2003年開始了他在意大利隊的生涯。這名前巴勒莫的後衛在左路的表現深受納比的賞識，後來將較有經驗的森保達轉到另一端的底線。在2006年世界杯是他在28歲的第一項重大比賽。
格羅素曾經在國際賽事中入過兩球——一個是在2006年世界盃足球賽外圍賽中，在格拉斯哥咸普頓公園跟蘇格蘭的賽事中追和1-1。而另一場是在2006年世界盃足球賽準決賽中，跟德國的賽事中入球。然而，他亦在意大利四奪世界盃寶座前與法國的互射十二碼中取得入球。
格羅素曾經在2006年世界盃足球賽十六強賽事中，在意大利跟澳大利亞的賽事中引起爭議。在完場前最後數秒時，當他跌下後意大利取得一個關鍵十二碼，由托迪射入，意大利以 1-0 勝出該場比賽。澳洲隊教練希丁克說：「我不認為這是一次侵犯，沒有可能判罰十二碼。」但意大利隊教練納比說格羅素已經被侵犯。格羅素說：「我曾經嘗試避免接觸，我經過一名守衛後，接著我的腳被另一名守衛的腳夾著不能移動，我除了跌下外，並無其它選擇。我的目標就是勇往直前。」。一些媒體用另一個角度，採用「插水」或「欺騙」等詞語來評論格羅素的行為。
格羅素亦在2006年世界杯對主辦國德國的四強賽事中，於119分鐘得到一記穿越球助攻，以一記精準的香蕉球打遠柱為意大利取得入球而打入決賽，格羅素入球後的搖頭慶祝動作，被指是摹仿在1982年世界盃決賽3-1擊敗西德時入球的慶祝動作。據意大利媒體報導當時他嘴裡喃喃自語喊著“我不相信...我不相信...”。該入球是破了世界杯決賽周中最遲入球的記錄。他亦在跟法國在決賽中的互射十二碼，射入決定性的第五個十二碼球，助意大利人四奪世界盃，成為了世界杯歷史上最成功的歐洲國家隊。格羅素亦因此成為意大利國家體育英雄。

## 教练生涯
2012年退役之后，格罗索在2013年进入尤文图斯青训系统任教，担任U19梯队助理教练，后来担任U19梯队主教练。2015年，他被任命为尤文图斯青年队（Primavera）主教练。
2017年6月13日，意乙球队巴里宣布聘请格罗索为主教练。赛季中，格罗索带队杀入意乙升级附加赛，但球队被奇塔代拉淘汰，没能晋级意甲联赛。赛季过后，巴里同他解约。
离开巴里后，格罗索随即同另一家意乙联赛球队签约，出任维罗纳主教练。赛季倒数第三轮2比3输给利沃诺的比赛过后，维罗纳解雇了他。当时维罗纳连续七轮联赛不胜（四场平局三场失利），排名滑落到第六位，升级附加赛名额可能不保。
2019年11月6日，意甲球队布雷西亚宣布任命格罗索为主教练。此前，布雷西亚在10场意甲比赛中输了7场，排名联赛倒数第二，陷入降级区。仅仅28天后，布雷西亚解雇了格罗索，重新起用原主教练尤金尼奥·科里尼。格罗索带队期间，布雷西亚三场联赛全败，一球未进，被进十球，球队排名滑落到联赛倒数第一，球队的连续不胜纪录延续到了九场。训练中，格罗索还同队员马里奥·巴洛特利产生了矛盾。

## 外部連結
- （意大利文） 格羅素的資料（來自 US Palermo 官方網頁）
- （英文） FootballDatabase.com 提供格羅素的資料和統計 （页面存档备份，存于）